# زاوية أفار
زاوية عفار أو قصر زاوية عفار هو أحد القصور المهجورة ببلدية بودة بدائرة أدرار التابعة لولاية أدرار بالجنوب الغربي الجزائري

## التاريخ
هذا القصر اليوم مهجور وتوجد أطلاله بين قصري لعماريين وبخلة.

## السكان
كان يسكن هذا القصر خدام مولاي كرزاز وعدد قليل من المرابطين أولاد سيدي أحمد بن موسى الكرزازي.

## الأعلام
1. محمد ولد العربية:أحد أعلام زاوية أفار نهاية القرن التاسع عشر[1]